# Volldampf (Schiff)

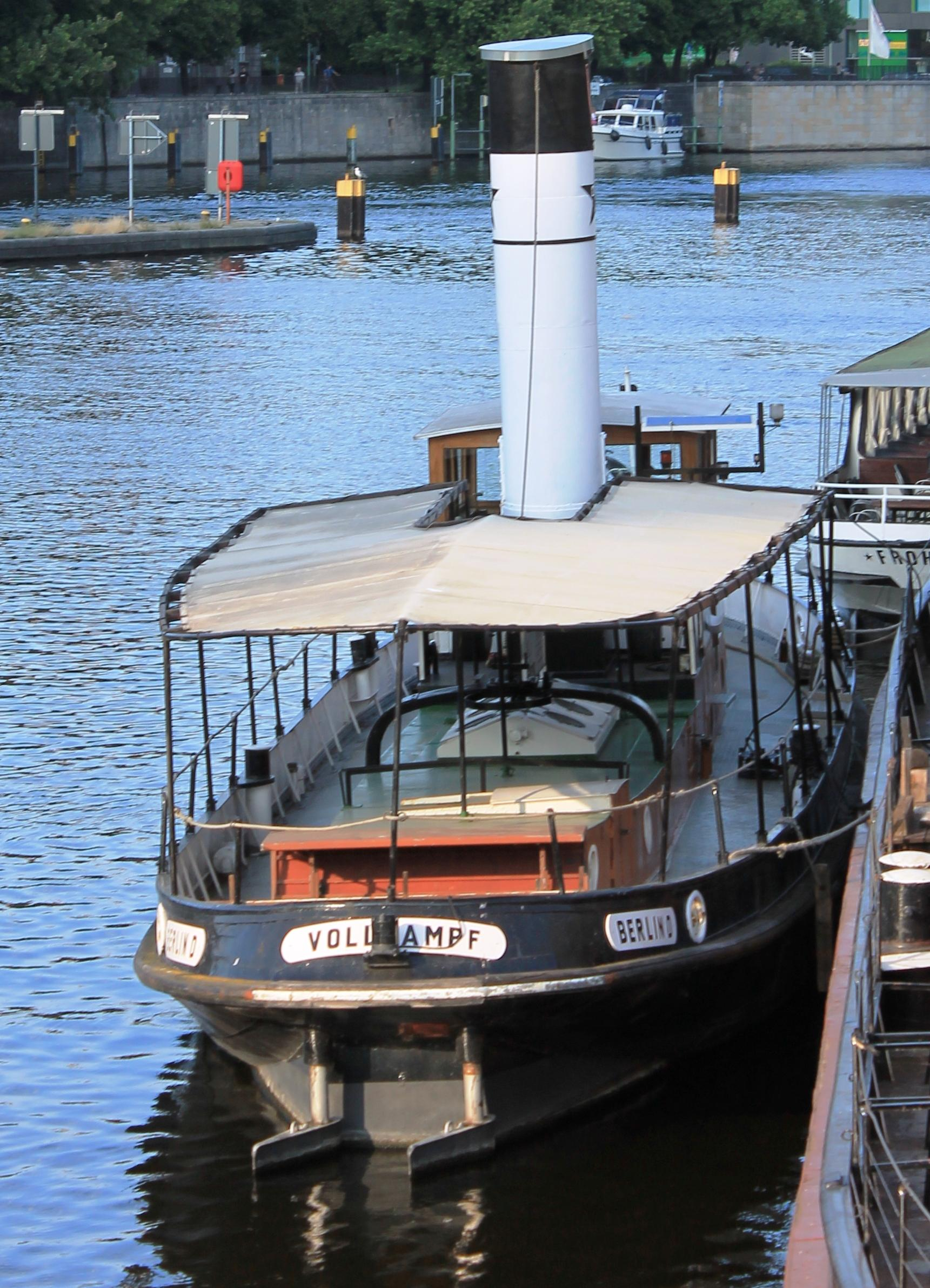
Die Volldampf liegt im Historischen Hafen von Berlin

Die Volldampf (ex D Else-Otto) wurde 1896 auf der Vulcan-Werft in Stettin mit einem Deplacement von 72 Tonnen als Dampfschlepper gebaut. 
Der Schlepper hat eine Länge von 18,00 Metern und eine Breite von 4,30 Metern. Später wurde die Dampfmaschine durch einen Dieselmotor ersetzt, der über eine Leistung von 71 kW (96 PS) verfügt. Der Schlepper gehört dem Deutschen Technikmuseum Berlin. Er liegt im Historischen Hafen in Berlin.